# 鷲塚村
鷲塚村（わしづかむら）は、かつて愛知県碧海郡にあった村である。
現在の碧南市の一部（旭町、神有町、鷲林町、荒子町、笹山町、二本木町、鷲塚町、天神町、城山町、鴻島町、霞浦町、新道町、日進町、尾城町、堀方町、北浦町、縄手町、踏分町、緑町、中後町、野銭町）に該当する。町名変更前に「碧南市大字鷲塚」と呼ばれた地域に一致する（詳しくは碧南市の地名#旧旭村を参照）。

## 歴史
古代は幡豆郡志貴庄に属したが、中世に矢作川の改修で碧海郡に編入された。戦国期まで矢作川は現在の流路を取らず、鷲塚村は東の入り江に突き出す半島（島という説もある）の港町であり、油ヶ淵は北浦と呼ばれる大きな入り江であった。鷲塚湊はどの風向きでも碇泊できる安全性があり、隣の大浜湊の外港的存在として栄えた。
鷲塚に人が住み始めたのは鎌倉末期、その草分けは神谷・河原・大岡・片山・与吾・青木・鷲塚で「鷲塚の七軒」といわれる。
- 1464年（寛正5年） - 蓮如が尾張からの参詣人のために鷲塚村に真宗寺を創建する。翌々年土呂（岡崎）に移す。
- 1468年（応仁2年） - 蓮如が西三河を巡錫し、鷲塚に願随寺、蓮成寺、西端に応仁寺を創建する。
- 1544年12月27日（天文13年閏11月13日） - 連歌師の谷宗牧が『東国紀行』に「十三日(天文一三年閏一一月)、岡崎までと急き侍れば、住持も馬にて鷲塚までわたり給へり。（中略）わしづかの寺内一巡して別れたり。向ひは吉良大家の御里なるべし。ここの眺めえもいはれぬ入江の磯なり」と記す。
- 1563年（永禄6年） - 三河一向一揆が起こり、鷲塚も戦場となる。
- 1564年（永禄7年） - 刈谷城主水野忠政の子水野忠重が鷲塚城主に任ぜられる。
- 1605年（慶長10年） - 米津から鷲塚までの開削により、矢作川が現在の流路を取る。大量の土砂が入り江に流入することで、鷲塚村は海寄りの村から矢作川沿いの村に変わり、矢作川の水運とともに鷲塚湊として栄える。
- 1644年（正保元年） - 米津から鷲塚まで堤防が築かれ、油ヶ淵が形成される。

江戸時代、鷲塚湊は碧海郡大浜（現碧南市）、幡豆郡平坂（現西尾市）、宝飯郡犬飼（宝飯郡竹ノ谷村、現蒲郡市）、御馬（宝飯郡御馬村、現豊川市御津町）とともに「三河五箇所湊」として知られた。1798年（寛政10年）の御城米船番組に所属した廻船は、最大の大浜湊で10艘、鷲塚は1艘、平坂は6艘であった（支配船一件帳）。古代国府の港として栄えた御津の御馬湊とともに、鷲塚湊は幕府領の米を運ぶ港に指定されていた。
藩政期の鷲塚村は、初め西尾藩領、1659年（万治2年）幕府領、1726年（享保11年）岡崎藩領、1763年（宝暦13年）幕府領、1782年（天明2年）沼津藩領、この沼津藩領は1868年（慶応4年）上総に国替となり、菊間藩として明治に至る。
- 1871年（明治4年） - 大浜騒動（鷲塚騒動）が起こる。
- 1872年（明治5年） - 近藤坦平が病院として洋々堂（後に洋々医館、協療社）を設立、同時に医学校として蜜蜂義塾を創設する。蜜蜂義塾は当時の東海地方で唯一の西洋式医学塾とされる。
- 1873年（明治6年） - 第五十一番小学鷲塚学校（のち鷲塚尋常高等小学校、現碧南市立鷲塚小学校）が開設される。
- 1889年（明治22年）10月1日 - 町村制により、鷲塚村が発足。
- 1906年（明治39年）5月1日 - 志貴崎村、伏見屋村と合併し、旭村が発足。同日鷲塚村は廃止。

## 教育
- 鷲塚尋常高等小学校 （現・碧南市立鷲塚小学校）

## 出身人物
- 近藤坦平（医師） - 西洋医学教育の先駆けとなる医師。